# Plate-forme Fiat C
Le châssis Fiat type C est une plate-forme élaborée par le constructeur automobile italien Fiat S.p.A. au début des années 1990. Cette structure est modulaire et est destinée aux véhicules automobiles de la catégorie compactes.
La première application intervient en 1995 avec les Fiat Bravo et Brava. Une nouvelle génération de cette plate-forme a vu le jour en 2001 pour la Fiat Stilo et les modèles dérivés. En 2010, Fiat Group Automobiles, à travers sa filiale Alfa Romeo, réalise une nouvelle plate-forme qui remplacera celle de 1995. Cette plate-forme prend en compte l'expérience acquise avec celle de l'Alfa Romeo 147, débute avec la nouvelle Alfa Romeo Giulietta et est baptisée Compact.

## Histoire
La Plate-forme C a été développée au début des années 1990 pour les véhicules de classe moyenne (compacte) produites par les marques du groupe Fiat. Cette nouvelle plate-forme succédait à la Tipo 2 qui a servi de base à de très nombreuses voitures comme la Lancia Delta seconde série, l'Alfa Romeo 155, la Fiat Tempra et la Fiat Tipo. La Plate-forme C permet de monter le moteur à l'avant en position transversale, typique des voitures Fiat depuis 1968, avec la traction avant.

### Première génération C1

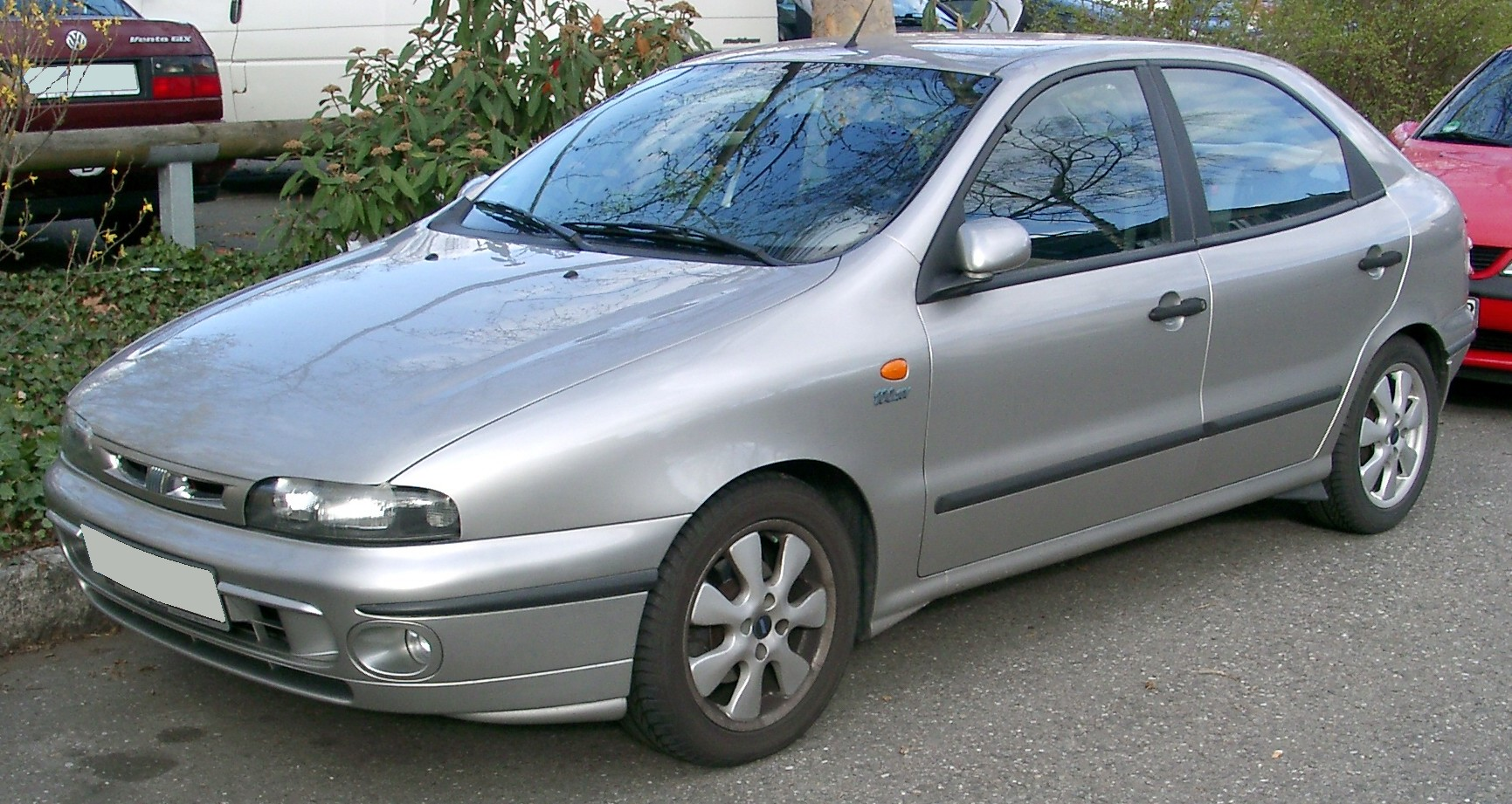
La Fiat Brava est construite sur la plate-forme C1.

La première série est référencée C1. Le schéma des suspensions est conçu pour disposer à l'avant, de roues directrices motrices indépendantes, un bras transversal télescopique de type MacPherson et, des roues indépendantes sur l'essieu arrière avec des bras longitudinaux, ressorts hélicoïdaux et barre stabilisatrice. La première utilisation de cette nouvelle plate-forme remonte à 1995 sur les voitures Fiat Bravo et Brava.
Une version complètement revue au niveau de la tôlerie fut lancée en 1998 pour la Fiat Multipla appelée C1 Sandwich caractérisée par une structure de plancher très élargie et semblable à une structure en caissons.
Pour la sécurité active des passagers avant, au nombre de 3 dans la Multipla, en cas de choc important à l'avant, le moteur ne pouvait se déplacer vers l'habitacle mais venait glisser sous l'habitacle.
Les motorisations pouvaient être indifféremment essence ou diesel ou bi-carburation avec des cylindrées jusqu'à 2,5 litres sur 5 cylindres et une boîte de vitesses accolée au moteur de 6 rapports avant.
La plate-forme a subi une première adaptation pour la Lancia Lybra avec un empattement allongé et adapter des suspensions avec bras longitudinaux guidés sur l'essieu arrière.
Le châssis de la Lancia Lybra a été révisé à la fois pour l'empattement plus long et pour l'adoption d'une suspension arrière différente (type BLG, "Guided Longitudinal Arms") et pour quelques renforts dans la structure avant (interventions qui ont également été incorporées dans la deuxième série de la Marea en 1999).
D'autres modifications plus importantes furent apportées pour les modèles Alfa Romeo 156, 147 et GT qui ont bénéficié de suspensions plus élaborées avec des quadrilatères à l'avant et des "tri-link" semblables à celles de la Lancia Delta HF Integrale, à l'arrière.
Utilisation de la plate-forme C1 :
- Fiat Bravo
- Fiat Brava
- Fiat Marea
- Fiat Marea Weekend
- Fiat Marengo (Marea commerciale)
- Fiat Multipla (versione C1 Sandwich)
- Alfa Romeo 156[4],[5],[6],[7],[8],[9]
- Alfa Romeo 147
- Alfa Romeo GT
- Lancia Lybra[10]

### Seconde génération: C2
La seconde génération de la plate-forme type C, baptisée C2 débute en 2001 avec  la nouvelle Fiat Stilo. Les premiers développements de cette nouvelle plate-forme complètement inédite par rapport à l'ancienne C1 débutent en 1998. Le cahier des charges exigeait une structure très flexible qui puisse s'adapter à de très nombreux types de voitures, des moyennes compactes aux familiales ou station wagon jusqu'aux voitures moyennes de classe "premium" comme la Lancia Delta (2008) lancée en 2008. Le schéma des suspensions adopte le type MacPherson à l'avant et un essieu de torsion à l'arrière.

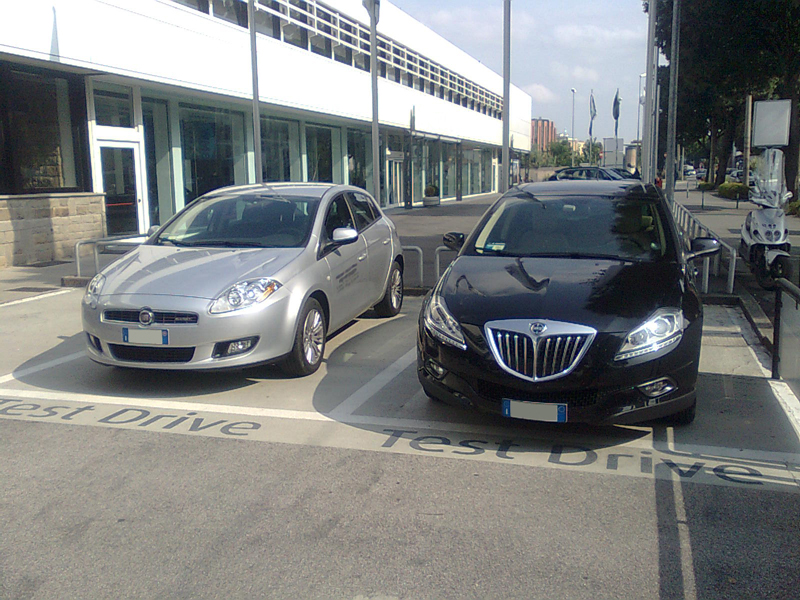
Les Lancia Delta et Fiat Bravo partagent le même châssis C2.

Le châssis C2 est beaucoup plus rigide que le C1 et a fait bénéficier les modèles de 4 étoiles au minimum mais généralement 5 étoiles aux crash tests Euro NCAP. Le moteur est disposé transversalement à l'avant pour servir les roues avant directrices et motrices. Ce châssis est conçu pour utiliser des transmissions de type mécanique à 5 et 6 vitesses et automatique robotisée Magneti Marelli Dualogic ou Aisin Sportronic.
Les moteurs employés sur ces châssis sont essentiellement les moteurs diesel Fiat 1,9 Multijet, puis les 1,4 FIRE et T-Jet, les 1,6 et 1,8 16V fabriqués par l'usine Fiat-FMA (Fabbrica Motori Avellino) de Pratola Serra, le 2,4 à 5 cylindres 20 soupapes et les très récents 1,8 T-Jet à injection directe et les diesel Fiat 1,6 et 2,0 Multijet. En 2008, il a été possible de faire homologuer le moteur 1,9 Twin Stage bi-turbodiesel de 190 ch et 400 N m de couple sans apporter la moindre modification au châssis qui a montré supporter sans encombre l'énorme couple développé par ce moteur Multijet. La plate-forme C2 est fabriquée dans l'usine Fiat Cassino.
Utilisation de la plate-forme C2 :
- Fiat Stilo
- Fiat Stilo Multiwagon
- Fiat Bravo (2007)
- Lancia Delta (2008)